# Ait Ishaq
Ait Ishaq (en àrab آيت إسحاق, Āyt Isḥāq; en amazic ⴰⵢⵜ ⵙⵃⴰⵇ) és una comuna rural de la província de Khénifra, a la regió de Béni Mellal-Khénifra, al Marroc. Segons el cens de 2014 tenia una població total de 19.133 persones.